# Lithospermum parksii
Lithospermum parksii är en strävbladig växtart som beskrevs av I. M. Joknston. Lithospermum parksii ingår i släktet stenfrön, och familjen strävbladiga växter. Utöver nominatformen finns också underarten L. p. rugulosum.